# Brode (Vransko)
Brode is een plaats in Slovenië en maakt deel uit van de gemeente Vransko in de NUTS-3-regio Savinjska. De plaats telde 198 inwoners op 1 januari 2020.